# الأسرة الظاهرية
الأسرة الظاهرية والمعروفة أيضًا باسم أسرة الظاهر بيبرس هي أسرة حكمت مصر في القرن الثالث عشر الميلادي وكانوا ثلاث ملوك أولهم الملك الظاهر ركن الدين بيبرس (625 هـ - 1228م / 27 محرم 676 هـ - 2 مايو 1277 م) الذي تولي السلطنة بعد أغتيال الملك المظفر سيف الدين قطز (توفي 658 هـ الموافق 1260م) ،وأستمر الحكم في بيت الظاهر بيبرس حتي عام 1279م حيث قام الأمير سيف الدين قلاوون بعزل العادل بدر الدين سلامش وتوليه عرش السلطنة وتأسيس دولة بنو قلاوون والتي بقيت في الحكم زهاء قرن من الزمان. يعتبر الظاهر بيبرس هو المؤسس الفعلي للسلطنة المصرية المملوكية التي سوف تستمر في التواجد حتي سقوط القاهرة عام 1517م.

## التاريخ
استطاع المماليك البحرية انهاء حكم السلالة الأيوبية وتولي أمور الحكم واستمرو لمدة 144 عام (648هـ - 792هـ) كان أول سلاطينهم المعز عز الدين أيبك ، لكنه قتل بتدبير من شجر الدر وبعد مقتله تم تنصيب ابنه نور الدين علي لكن لصغر سنه وكونه غير قادر على امور حكم المملكة خلعه نائب السلطنة سيف الدين قطز بن عبد الله المعزي وتولي أمور الحكم وبعد مقتل المظفر سيف الدين قطز عقب انتصار معركة عين جالوت أصبح الحكم متمثل في أسرتين فقط، وهما أسرة الظاهر بيبرس البندقداري، التي دام حكمها مدة عشرين سنة (658هـ - 678هـ) أما الأسرة الثانية فهي أسرة المنصور قلاوون، واستمر حكمها 114 سنة (678هـ - 792هـ) تخللتها خمس سنوات خرج فيها أمر مصر من أيدي هذه الأسرة إذ حكمها كتبغا وحسام الدين لاجين وبيبرس الجاشنكير وقد قُتِل ثلاثتهم. واسترد بنو قلاوون السلطنة على يد الناصر محمد و استمر الحكم في ذريته حتى عام 792هـ حيث قام أمراء المماليك بقيادة برقوق بالإنقلاب على المنصور حاجي بن قلاوون وأنهاء حكم السلالة القلاوونية وأنشاء سلالة المماليك البرجية.

## الدولة الظاهريَّة

### أصل الظاهر بيبرس
لا يوجد مصدرٌ ثابتٌ وواضحٌ حول أصل بيبرس ومكان ولادته، و لهذا السبب لا يوجد تفاصيلٌ دقيقةٌ حول نشأته والسنوات الأولى من حياته وهناك تناقض في تأريخ ابن تغري لميلاده، حيث يقول إنه كان عام 625 هـ (12 ديسمبر 1227 - 29 نوفمبر 1228) وأيضًا أن بيبرس كان يبلغ من العمر 24 عامًا تقريبًا في عام 1247م، مما يجعل ولادته أقرب إلى 1223م المعروف عنه أنه كان في عمر 14 عام مملوكًا لأمير يدعي علاء الدين أيديكن البندقداري وكان علاء الدين مملوكًا سابقا للأمير جمال الدين موسى بن يغمور (كوم يعقوب جمادى الآخرة 599 هـ / مركز فاقوس شعبان 663 هـ) وكان المملوك طفل مستعبد (لأن أهله باعوه من الفقر أو خطف منهم) يتم اعتاقه بواسطة أمير أو سلطان ومعتقه يكون هو أستاذه ويتكفل بتربيته وإليه ينسب فيصبح مثل المولي ولذالك عرف بيبرس بـ البندقداري نسبة لأستاذه علاء الدين أيدكين والذي سوف يغضب عليه الملك الصالح أيوب لموقف صدر منه فيقوم بمصادرت ممالكيه من ضمنهم بيبرس الذي تم ضمه إلي المماليك البحرية وسوف يتم تربيته معهم في جزيرة الروضة في نهر النيل عند القاهرة.

### التأسيس
تولي السلطان الملك الظاهر ركن الدين أبو الفتوح بيبرس البندقداري الحكم بعد قتله للملك المظفر سيف الدين قطز انتقام لخشداشه (زميله) فارس الدين أقطاي ،و كان عهد بيبرس بمثابة بداية عصر الهيمنة المملوكية في شرق البحر الأبيض المتوسط حيث أنه عزز متانة النظام المملوكي العسكري و تمكن من تمهيد الطريق لإنهاء الوجود الصليبي في بلاد الشام وتعزيز مصر كدولة إسلامية بارزة في المنطقة، قادرة على صد تهديدات كل من الصليبيين والمغول، بل وتمكن من إخضاع مملكة المقرة، التي اشتهرت بكونها لا تُقهر بمحاولات غزو الإمبراطوريات الإسلامية السابقة. بصفته سلطانًا، شارك الظاهر بيبرس أيضًا في مزيج من الدبلوماسية والعمل العسكري، مما سمح لمصر بتوسيع إمبراطوريتها بشكل كبير.

### تولي أبناء بيبرس للحكم
ولد السعيد ناصر الدين في حارة العُش بالقاهرة في صفر 658هـ وكان والده يقوم بإعداده ليرث عرش البلاد وبالفعل أصبح الملك السعيد سلطاناً مشاركاً في الحكم ونائباً لأبيه وقت غيابه خارج مصر  وأخذ له الظاهر بيبرس الأيمان والمواثيق من كبار أمراء الدولة ثم زوجه في عام 1275م، قبل وفاته بسنتين، من الْخُونْدَهُ غَازِيَةُ خَاتُونَ بِنْتُ الْمَلِكِ الْمَنْصُورِ قَلَاوُونَ ليضمن ولاء سيف الدين قلاوون وأمراء المماليك الصالحية.
وبالفعل مرت خلافته بسلاسة، وشرع السعيد في الحد من سلطة الأمراء من إدارة والده. توفي أحدهم، نائب والده، في ظروف مريبة. وتم سجن آخرين ثم أطلق سراحهم. وبدلاً منهم، قام السعيد بترقية مماليكه. كما أرسل قلاوون وبي ساري، وهما من أقوى الأمراء، لمداهمة أرمينيا الصغرى وقلعة الروم عام 1279، كوسيلة لإبقائهم مشغولين وبعيدًا عن مقر السلطة. وكان لكل منهما 10000 جندي. كانت خطة السعيد هي إلقاء القبض عليهما عند عودتهما، لكن أميرًا آخر، كوفندوك، حذرهما من الخطة، وعندما عادا، أُجبر السعيد على التنازل عن العرش. وتولى العرش مكانه شقيقه العادل بدر الدين سلامش البالغ من العمر سبع سنوات، تحت وصاية قلاوون الذي أصبح السلطان الفعال. ونفي السعيد إلى قلعة الكرك بالأردن، وتوفي هناك سنة 1280م.
بعد وفاة بيبرس، تولى ابنه السعيد بركة السلطة، ولكن بينما كان يستبدل أمراء والده بمماليكه، اجتمع ثلاثة من أقوى الأمراء معًا وأجبروا بركة على التنازل عن العرش بعد عامين فقط. تم استبدال بركة بسلامش البالغ من العمر سبع سنوات والذي ولد عام 1279م، وكان قلاوون، أحد الأمراء الذين أجبروا بركة على التنازل عن العرش، وليًا. وبعد بضعة أشهر، أطاح قلاوون بسلامش، الذي اتخذ لنفسه لقب المنصور وأسس السلالة القلاوونية.

## مصيرهم
اُبعد سُلامش عن مصر إلى الكرك التي كان نائبها أخوه السلطان السابق السعيد محمد والذي كان هو الآخر قد اُبعد إليها من قبل. وبعد وفاة السعيد محمد بقي سُلامش في الكرك مع أخيه الملك المسعود خضر الذي خلف السعيد بركة نائباً عليها. إلا أنه في عام 1286م أرسل قلاوون نائب السلطنة حسام الدين طرنطاي إلى الكرك حيث حاصرها لبضعة أيام ثم استولى عليها ونقل سُلامش وخضر إلى القاهرة بعد أن طلبا الأمان واستسلما له. وقد استقبلهما قلاوون استقبالا حاراً في القاهرة وأمّر كلا منهما إمرة مئة فارس وسمح لهما بحرية التجوال والحركة. ولكن بعد مرور أربع سنوات في القاهرة اعتقلهما مع أمهما في الإسكندرية تمهيدا لنفيهم إلى القسطنطينية بعد أن أخبره ابنه الأشرف بأنهما قد اتصلا بالأمراء الظاهرية. وقد قام الأشرف خليل بعد أن تسلطن بنفيهما مع أمهما إلى القسطنطينية في عام 1291م حيث توفي سُلامش هناك في نفس السنة. فصبّرت أمه جثمانه واحتفظت به في تابوت إلى أن رجعوا إلى مصر في عام 1297م حيث دفن بالقرافة بالقاهرة بشفاعة من أخته لدى زوجها السلطان حسام الدين لاجين الذي استقبلهم استقبال حار أما المسعود خضر فَعَاد معهم فِي سنة 695هـ وَحج فِي سنة 698هـ ثمَّ سجن ببرج فِي القلعة إِلَى أَن أفرج عَنهُ النَّاصِر مُحَمَّد بن قلاوون فِي ربيع الأول سنة 708هـ فسكن دَار الأفرم بِمصْر فَلم تطل أَيَّامه بهَا حَتَّى مَاتَ فِي رَجَب مِنْهَا.
كانت أم السلطان الشهابي أحمد الذي حكم مصر عام 1460 هي الخوند زينب بنت خاص بك حفيدة القاضي بدر الدين محمد بن خاص بك بن السبكي وكان أحد جداتها أميرة من نسل الظاهر بيبرس. كان من الممكن تتبع ذرية الظاهر بيبرس في القاهرة حتي القرن الخامس عشر الميلادي حيث انقطع ذكرهم بعدها.

## قائمة السلاطين
- الظاهر بيبرس (ح. 1260–1277)
- السعيد ناصر الدين محمد (ح. 1277–1279)
- العادل بدر الدين سلامش (ح. 1279–1279)